# Заозерское (озеро, Лодейнопольский район)
Заозерское — озеро на востоке Лодейнопольского района, в Ленинградской области России. Имеет координаты 60.51 с. ш. и 33.758 в. д. Находится на западе от деревни Заозерье. Высота над уровнем моря — 85,4 м.
Озеро имеет 2 острова. Из озера вытекают 2 реки, наибольшая — Малая Лубложка. Южное побережье заболочено. Они изобилуют разнообразием грибов и ягод. Заозерское озеро страдает от плотин бобров, так как они провоцируют поднятие уровня воды и затопление прибрежных территорий.
Связано протокой с озером Рожик.